# Unidade Revolucionária Marxista-Leninista
A Unidade Revolucionária Marxista-Leninista (URML) foi uma organização marxista-leninista portuguesa criada em 1970 que mais tarde veio a fazer parte da fundação do União Democrática Popular (UDP)